# ŠKF ZŤS VTJ Martin
ŠKF ZŤS VTJ Martin (pełna nazwa: Športový klub futbalu Závody ťažkého strojárstva Vojenská telovýchovná jednota Martin) – słowacki klub piłkarski, grający niegdyś w drugiej lidze czechosłowackiej i drugiej lidze słowackiej, mający siedzibę w mieście Martin.

## Historia
Klub został założony w 1912 roku. Za czasów istnienia Czechosłowacji największym sukcesem klubu była gra w drugiej ligi czechosłowackiej. Grał w niej w latach 1959–1965, 1968–1969 i 1971–1988. Z kolei po rozpadzie Czechosłowacji trzy sezony spędził w drugiej lidze słowackiej. W 2006 roku został rozwiązany.

## Historyczne nazwy
- TJ Spartak Martin (Telovýchovná jednota Spartak Martin)
- TJ Strojárne Martin (Telovýchovná jednota Strojárne Martin)
- TJ ZŤS Martin (Telovýchovná jednota Závody ťažkého strojárstva Martin)
- ŠKF ZŤS VTJ Martin (Športový klub futbalu Závody ťažkého strojárstva Vojenská telovýchovná jednota Martin)
- 2006 – fuzja z FC Rimavská Sobota, w wyniku czego klub zmienił nazwę na FC Rimavská Sobota „B“
- 2006 – rozwiązanie

## Stadion
Domowe mecze klub rozgrywał na stadionie o nazwie Futbalový štadión Martin, położonym w mieście Martin. Stadion mógł pomieścić 6270 widzów.